# Klára Issová
Klára Issová (* 26. dubna 1979 Praha) je česká filmová a divadelní herečka.

## Životopis
Klára Issová se narodila české matce a otci pocházejícímu ze Sýrie. Jejím bratrem je fotograf Salim Issa, sestřenicí česká herečka Martha Issová.
Vystudovala hudebně-dramatický obor na Pražské konzervatoři (1999), kde získala titul DiS. a nastoupila do stálého angažmá v pražském Divadle pod Palmovkou. Jeden čas i boxovala a cvičí hatha jógu, kterou podle své potřeby doplňuje posilovnou, během, pilátes a bruslemi.

## Tvorba
Ve filmech, televizních filmech a seriálech hraje od roku 1995, kdy byla obsazena společně s Tatianou Vilhelmovou do hlavní role v absolventském filmu Saši Gedeona Indiánské léto. V roce 1997 získala Českého lva za nejlepší ženský herecký výkon ve vedlejší roli za ztvárnění Veroniky ve filmu Nejasná zpráva o konci světa, dále byla v roce 1995 nominována na Českého lva v kategorii nejlepší ženský herecký výkon v hlavní roli za film Indiánské léto a v roce 2000 ve stejné kategorii za film Anděl Exit. Později hrála v řadě českých dramat, komedií i pohádek. Často byla obsazována také do rolí v zahraničních filmech a seriálech, především koprodukčních (mimo jiné Letopisy Narnie: Princ Kaspian).

## Filmografie

### Herecká filmografie
- 1994 – Pozor na Kozoroha (Lucka)
- 1995 – O moudré Sorfarině (Rosina)
- 1995 – Když se slunci nedaří (Markéta Šnajberková)
- 1995 – Indiánské léto (Klára)
- 1996 – Slavík (kuchtička)
- 1996 – Sad (Andulka)
- 1996 – Lékárníkových holka (Emilie)
- 1997 – No problem
- 1997 – Nejasná zpráva o konci světa (Veronika)
- 1997 – Dobrodružství pod postelí (Naďa)
- 1997 – Asi už to začalo (studentský film) (Marie)
- 1998 – Genij vlasti (Suzanne)
- 1998 – Dotek obrazu (studentský film)
- 1998 – Co chytneš v žitě (dívka)
- 1999 – Nenávist (Pansy)
- 1999 – Johanka z Arku
- 2000 – Inferno (Naďa)
- 2000 – Na zámku (vychovatelka Olga)
- 2000 – Kytice
- 2000 – Duna (služebná)
- 2000 – Bohemians
- 2000 – Anděl Exit (Kája)
- 2001 – Vohnice a Kiliján
- 2001 – Stříbrná paruka (Zuzka)
- 2001 – Múza je hrůza (múza / Jana)
- 2001 – Mlhy Avalonu (Raven)
- 2001 – Krysy
- 2001 – Královský slib (princezna)
- 2001 – Deník Anne Frankové (Janny Brandes-Brilslijper)
- 2003 – Vrah jsi ty! (Dorotka)
- 2003 – O svatební krajce (princezna Svatava)
- 2003 – Most
- 2003 – Děti planety Duna (Lichna)
- 2003 – Cesta byla suchá, místy mokrá
- 2004 – Všichni musí zemřít (Tereza Vamberská)
- 2004 – Princ a já
- 2004 – In nomine patris (Marie)
- 2005 – Anděl Páně (Panna Maria)
- 2006 – Pravidla lži (Monika)
- 2006 – Kočky
- 2006 – Grandhotel (ILJA)
- 2007 – Operace Silver A (Hana Kroupová)
- 2007 – Medvídek (Ema – Jirkova švagrová)
- 2008 – Soukromé pasti – díl Ukradená spermie
- 2008 – Mr. Johnson (Veronika) [nadabovala Zuzana Kajnarová]
- 2008 – Letopisy Narnie: Princ Kaspian (Hag)
- 2008 – Devatenáct klavírů (Ilse)
- 2009 – První krok (Adéla Bergrová)
- 2009 – Jménem krále (Ludmila z Vartemberka)
- 2009 – Archiv (Jana Brzková)
- 2010 – Zázraky života
- 2010 – Špačkovi v síti času (Libuše Špačková)
- 2010 – Přežít svůj život (Evženie)
- 2010 – Kráska a netvor 1950 (Marie)
- 2011 – Zlomok sekundy
- 2011 – Nickyho rodina (židovská matka)
- 2013 – Zejtra napořád
- 2013 – The Last Knights
- 2013 – Crossing lines
- 2014 – Škoda lásky
- 2016 – Anděl Páně 2
- 2017 – Všechno nebo nic
- 2018 – Zoufalé ženy dělají zoufalé věci
- 2019 – Pražské orgie (Eva Kalinová)
- 2019 – Happy Birthday, My Love (Veronika)
- 2020 – Případ mrtvého nebožtíka (sousedka)
- 2020 – Hnutí odporu
- 2021 – Tichý společník (Lenka)
- 2021 – Známí neznámí
- 2021 – Jako letní sníh (TV film)
- 2023 – Děti Nagana

### Dokumentární
- 2009 – Přešít svůj sen (Orálne variácie na sen/film Jana Švankmajera)
- 2010 – Film o filmu Přežít svůj život
- 2011 – Nickyho rodina (matka)

### TV pořady
- 2001 – Letadlo
- Divadlo žije!
- Anjeli strážni
- Uvolněte se, prosím
- 2007 – Krásný ztráty
- Hvězda mého srdce
- 2010 – Show Jana Krause
- 2010 – VIP zprávy
- 2010 – Nikdo není dokonalý speciál
- 2010 – Rozmarná léta českého filmu
- 2011 – VIP zprávy
- 2012 – Český lev 2011
- 2012 – Živě na jedničce
- 2013 – Český lev 2012

### Dabing
- 1999 – TV film Smrt na Nilu – Olivia Hussey (Rosalie Otterbourne)
- 1999 – TV film Prostřihy – Lori Singer (Zoe Trainer)
- 200x – TV film Můj život ve vzduchu – Marion Cotillard (Alice)
- 2000 – TV film Washingtonovo náměstí – Jennifer Jason Leigh (Catherine Sloper)
- 2001 – TV film Příběh Služebnice – Natasha Richardson (Kate)
- 2003 – TV film Anatomie vraždy – Kathryn Grant (Mary Pilant)
- 2005 – TV film Na dotek – Natalie Portmanová (Alice)
- 2008 – TV film Tajný ctitel – Claire Keimová (Laura Fabre)
- 2008 – TV film Stalo se – Zooey Deschanelová (Alma Moore)
- 2008 – TV film Hořký měsíc – Emmanuelle Seignerová (Mimi)
- 2008 – TV film Divoký Bill – Christina Applegate (Lurline Newcomb)
- 2009 – seriál Zlaté tele – Olga Krasko (Zoja Sinická)
- 2009 – TV film Brigády tygrů – Diane Krugerová (Constance Radetsky)
- 2009 – TV film Jen procházka v parku – Jane Krakowski (Rachel Morgan)
- 2009 – TV film Caravaggio – Claire Keimová (Fillide Melandroni)
- 2010 – seriál Impérium – Mafie v Atlantic City – Aleksa Palladino (Angela Darmody)
- 2010 – TV film Tupíři – Jenn Proske (Becca Crane)
- 2010 – TV film Šamáda – Catherine Deneuve (Lucile)
- 2010 – TV film Most osudu – Adriana Dominguez (Pepita)
- 2011 – seriál Spartakus: Bohové arény – Marisa Ramirez (Melitta)
- 2011 – TV film Štvanec IRA – Rose McGowan (Grace)
- 2011 – TV film Pizza a marmeláda – Stefanie Stappenbeck (Lucia Blumenberg)
- 2012 – seriál Konec přehlídky – Adelaide Clemens (Valentine Wannop)
- 2012 – minisérie Kennedyové – Katie Holmes (Jackie Kennedy)
- 2012 – TV film Henry & June – Maria de Medeiros (Anaïs Nin)

### Audioknihy
- Jediné pravé lásky, červen 2016, vydala Audiotéka a Mladá fronta

## Divadlo

### Vybrané divadelní role
- Divadlo pod Palmovkou
  - 2001–2005 – Amadeus (Konstance Weberová)[3]
  - Výstřely na Broadwayi (Ellen)
  - 2001 – Ubohý vrah (první herečka)[4]
  - 2003–2006 – Pohled z mostu (Kateřina)[5]
  - 2005–2011 – Kean IV. (Anna Dambyová) – vystupovala v alternaci s Andreou Černou[6]
  - Od 2010 – Mefisto (Erika Brücknerová)[7]
  - Od 2012 – Tramvaj do stanice Touha (Stella)[8]
- Divadlo Minor
  - 2002 – Pokoj v modrém (Dívka, Slečna k dětem, Modelka) – vystupovala v alternaci se Zuzanou Stivínovou[9]
- Divadlo v Řeznické
  - 2005 – Veřejné oko (Belinda Sidleyová)[10]
  - Od 2014 – Sestry B.
- Dejvické divadlo
  - 2008–2011 – Dračí doupě (Dívka)[11]
- Divadlo Na Jezerce
  - Od 2006 – Na dotek (Alice) – vystupuje v alternaci s Kristýnou Bokovou[12]
  - Od 2013 – Komedianti
- Divadlo Palace
  - Od 2007 – Líbánky aneb Láska ať jde k čertu (Sibyla Chaseová) – vystupuje v alternaci s Ivanou Jirešovou[13]
- Letní shakespearovské slavnosti
  - 2012–2014 – Richard III. (Lady Anna)[14]
- A studio Rubín
  - 2000 – Služky (Claire)[15]
- Palác Akropolis
  - Od 2013 – PanzerFaust (Markétka)[16]

- 2022 William Shakespeare: Macbeth, Shakespearovské slavnosti Praha - Hrad, (role: Lady Macduff), režie Jakub Krofta